# Belnem
Belnem is een privé-wijk in Kralendijk op het eiland Bonaire. Het is een luxueuze woonwijk en eigendom van Harry Belafonte en Maurice Neme. De naam is afgeleid van hun achternamen: Belafonte - Neme.

## Geschiedenis
De Amerikaanse acteur en zanger Harry Belafonte had vaak het eiland Bonaire bezocht. Samen met de ondernemer Maurice Neme uit Oranjestad had hij het plan opgevat om een luxe privé-wijk te stichten op Bonaire.
Op 3 juni 1966 werd met de aanleg van de wijk begonnen en werd Belnem genoemd naar Belafonte en Neme. Ten minste 30 woningen met een minimale omvang van 100 m² en een toegangsweg moesten binnen een periode van twee jaar worden aangelegd. De wijk wordt beheerd door de Bel-Nem Caribbean Development Corporation waarvan Belafonte een van de eerste directeuren was.
Later werden meer privé-wijken in de buurt van Belnem gebouwd. In 1981 werd Belnem door de eilandraad bekritiseerd omdat het land dat goedkoop aan Belnem was verkocht, voor hoge prijzen werd doorverkocht aan derden.

## Bachelor's Beach
Bachelor's Beach is een strand bij Belnem. Het kan worden bereikt via een 3 meter hoge trap. Het is een van de populairste stranden en ligt bij het Bonaire International Airport. Vliegtuigen kunnen over het strand vliegen.
Boven Bolivia · Kralendijk (Antriol · Belnem · Nikiboko · Tera Cora) · Rincon